# Mardonius
Mardonius (fl. 320–342) Iulianus császár gót származású nevelője a Nicomediában töltött időszakában, 337–342 között. Mardonius Iulianus anyaági felmenőinek házi rabszolgája (eunuchja) volt, már anyja, Flavia Basilina nevelésében is részt vett Bithyniában. Nem teljesen világos, hogy Mardonius pontosan mit is tanított, hiszen párhuzamosan Nikoklész is oktatta Iulianust. A szenvedélyes sztoikus filozófus, Szókratész követője bizonyosan nagy hatással volt a gyermek Iulianus filozófiai nézeteire. Talán tőle ered a „kettéváló világ” nézete, amelyben az egyik az alexandriai hellenizmus és dicsőség ága, a másik pedig a Constantius-féle „új keresztény képmutatás”. Nem tudjuk azonban bizonyosan, hogy Mardonius milyen hitű volt, általában pogánynak tartják, Alexander Demandt szerint viszont keresztény volt. Klasszikus irodalmi elkötelezettsége azonban ellensúlyozta Eusebius püspök, a hivatalos gyám tevékenységét. Iulianus ezt a „Szakállgyűlölő” (Misopogon) című munkájában említi, valamint Libaniosz levelezésében is van ilyen utalás. Az ő irodalmi műveltsége mutatkozik meg Iulianus Homérosz-szeretetében is. A hőseposzok világa, az ősi kozmológiák – például Hésziodoszé –, az egyetemes igazságkeresés fogalmai szerettették meg Iulianusszal a filozófia világát.
Mardonius ismeretlen időpontban halt meg valamikor 342. után.